# Хейраллах Тульфах
Хейраллах Тульфах (араб. خير الله طلفاح‎) — иракский военный и политический деятель. Дядя и тесть иракского президента Саддама Хусейна. Некоторое время находился на посту мэра Багдада.

## Биография
Хейраллах Тульфах родился в деревне Аль-Ауджа, близ Тикрити. Он родной брат матери Саддама Субхи. Когда Субха была ещё беременной, она в состоянии тяжёлой депрессии пыталась избавиться от ребёнка, а когда он родился не захотела взглянуть на него. Хейраллах буквально спасает жизнь мальчика, забрав его от матери, и ребенок несколько лет живёт в его семье. Дядя был армейским офицером и ярым арабским националистом, ненавистником Британии. В 1941 году Хейраллах принял участие в антибританском восстании, впоследствии был изгнан из армии и пять лет провел в заключении.
В 1947 году Саддам сбежал из дома в желании получить образование, и поселился в доме дяди Хейраллаха, который к этому времени уже вышел из тюрьмы. Дядя отправил Саддама в школу. Хейраллах Тульфах был наиболее образованным и авторитетным человеком среди родственников Саддама. Он оказал большое влияние на формирование взглядов будущего правителя Ирака. Под влиянием Хейраллаха Саддам проникся идеями панарабского национализма и в 1956 году вступил в Партию арабского социалистического возрождения («Баас»). Впоследствии Хусейн женится на его дочери Саджиде, а его сына Аднана сделает министром обороны Ирака.
После того как его племянник начал своё восхождение к власти, Хейраллах стал мэром Багдада и использовал своё служебное положение для накопления богатства. Человек жадный и склонный к злоупотреблениям, он достиг в коррупции такого бессовестного размаха, что Саддам, в конце концов, вынужден был снять своего тестя с должности. Хейраллах Тульфах скончался в 1993 году.
Автор брошюры «Три [существа], которых Аллаху не следовало создавать: Персы, евреи и мухи». В этом тоненьком трактате Хейраллах определил персов как «животных, которых Аллах создал в обличье людей». Евреи, по его мнению, были «смесью грязи и отбросов различных народов», тогда как мухи, наименее отвратительные из трех, всего лишь мелюзга, думая о которой мы не можем постичь, зачем Аллах её сотворил.